# 中根久美子
中根 久美子（なかね くみこ、8月18日 - ）は、日本の女性声優。福島県出身。ラクーンドッグ所属。

## 経歴
プロ・フィット声優養成所卒業。2022年4月1日付で所属していたプロ・フィットが同年3月末を以てマネジメント事業を終了したことに伴い、ラクーンドッグへ移籍。ラクーンドッグ声優養成所講師。

## 人物
方言はいわき弁。趣味は登山、ボルダリング、トランポリン。特技は動物の声帯模写。

## 出演

### テレビアニメ
2007年
- はぴはぴクローバー（ゆうたのママ、イノシシ、鹿のおばさん、ヤギ）

2008年
- のらみみ（カッちゃんの妻）

2009年
- チーズスイートホーム あたらしいおうち（キツネ）
- WHITE ALBUM2（記者、レポーター）

2010年
- おおかみかくし（摘花鈴鹿）
- 祝福のカンパネラ（お婆さん）
- それいけ!アンパンマン（まいたけちゃん〈3代目〉）
- デュエル・マスターズ クロスショック（ジャニット）
- B型H系（小須田母、市原さん、中年女性）

2011年
- 銀魂'（女房、女将、スキー客）
- DOG DAYS（2011年 - 2012年、女性コックA、女性コック、コック、おばちゃんコック） - 2シリーズ
- Persona4 the ANIMATION（2011年 - 2014年、おばあちゃん） - 2シリーズ
- マケン姫っ!（女子生徒）
- 魔乳秘剣帖（町娘B）

2012年
- 妖狐×僕SS（女性1、女性教師、購買のおばちゃん、女中頭）
- お兄ちゃんだけど愛さえあれば関係ないよねっ（男子B、カラス）
- 坂道のアポロン（薫の伯母の客）
- 人類は衰退しました（ツギハギさん、妖精さん、教師）
- 好きっていいなよ。（教師）
- ゼロの使い魔F（老婆）
- 戦姫絶唱シンフォギア（2012年 - 2019年、担任教師、キャスター、先生） - 4シリーズ
- トータル・イクリプス（女性士官）
- To LOVEる -とらぶる- ダークネス（女子生徒）

2013年
- ガラスの仮面ですが（北島マヤ、月影千草）
- ガリレイドンナ（ロベルト母）
- D.C.III 〜ダ・カーポIII〜
- DIABOLIK LOVERS（アナウンサー）
- DEVIL SURVIVOR2 the ANIMATION（民間人B、スザク、札幌オペレーターB）
- 断裁分離のクライムエッジ（女性客）
- ワルキューレロマンツェ（家庭教師）

2014年
- M3〜ソノ黒キ鋼〜（おばさんA、村人）
- 最近、妹のようすがちょっとおかしいんだが。（数学の先生）
- ジョジョの奇妙な冒険 スターダストクルセイダース（2014年 - 2015年、CA1、看護師、ナースA）
- 人生相談テレビアニメーション「人生」（飼い主）
- ストライク・ザ・ブラッド（侍女）
- ソードアート・オンライン シリーズ（2014年 - 2018年、受付、シスター・アザリヤ） - 2シリーズ
- 信長協奏曲
- ハマトラ（メイド長、レポーター）
- まじっく快斗1412
- ラブライブ!（リス）
- 六畳間の侵略者!?（おばちゃん）

2015年
- 乱歩奇譚 Game of Laplace（野次馬D）
- わしも（ひでこ、女の人、おばあちゃん、近所の人）

2016年
- 想いのかけら（コーチ）
- 灰と幻想のグリムガル（古着屋）
- 少年メイド（呪殺の幽霊）
- ダンガンロンパ3 -The End of 希望ヶ峰学園- 絶望編（チワワ、アナウンサー）
- 僕だけがいない街（愛梨母）
- マギ シンドバッドの冒険（赤ん坊、おばさん）

2017年
- ALL OUT!!（長田の妻）
- 小林さんちのメイドラゴン（洋服やのおばさん）
- アイドル事変（老婆）
- 3月のライオン（2017年 - 2018年、司会、女性2、仲居、キムラのおばちゃん） - 2シリーズ
- ツインエンジェルBREAK（おばあさん）
- レゴ ニンジャゴー（マキアー）
- ようこそ実力至上主義の教室へ（老婆）
- アクションヒロイン チアフルーツ（青果店のおばあさん）
- 結城友奈は勇者である -鷲尾須美の章-
- ブレンド・S（おばさん）

2018年
- 多田くんは恋をしない（観光客、担任）
- グランクレスト戦記（信者）
- 千銃士（おばあさん）
- ヤマノススメ サードシーズン（女性客、観音寺の猫）

2019年
- 私に天使が舞い降りた!（大学の先生）
- B-PROJECT〜絶頂*エモーション〜（母親）

2020年
- ノー・ガンズ・ライフ（店主、受付）
- 半妖の夜叉姫（2020年 - 2022年、老人、村人、おばあちゃん、姉、タカマル） - 2シリーズ

2021年
- 蜘蛛ですが、なにか?
- 恋と呼ぶには気持ち悪い（女性店員、お婆さん）
- 魔法科高校の優等生（エイミィの祖母）
- かげきしょうじょ!!（司会者 女性）
- 王様ランキング（2021年 - 2022年、町人、おばさん、世話係、女性）
- 大正オトメ御伽話（女性客、看護師、被災した人達）

2022年
- オリエント（マチコ先生、ばあや、女性） - 2シリーズ
- 東京24区（デイジー、櫻木梅）
- 終末のハーレム（おばさん）
- 怪人開発部の黒井津さん（マチコ）
- おにぱん!（祖母）
- 組長娘と世話係
- アキバ冥途戦争（愛美の部下）
- 虫かぶり姫（セルマ）

2023年
- お兄ちゃんはおしまい!（番台、仲居）
- 君は放課後インソムニア（先生）
- AYAKA -あやか-（住民E）
- はめつのおうこく（貴女情報収集班）
- ミギとダリ（村人B）

2024年
- 最強タンクの迷宮攻略〜体力9999のレアスキル持ちタンク、勇者パーティーを追放される〜（ギギ婆）
- アストロノオト（引率の先生、祭客、ママ）
- ワンルーム、日当たり普通、天使つき。（おばあさん）
- 転生貴族、鑑定スキルで成り上がる（おばさんB）
- 逃げ上手の若君
- 真夜中ぱんチ（母親）
- 先輩はおとこのこ（川崎静香）

2025年
- 沖縄で好きになった子が方言すぎてツラすぎる（比嘉、クラスメイト、幽霊）
- 妖怪学校の先生はじめました!（泥田母）
- 君のことが大大大大大好きな100人の彼女（購買のおばちゃんA、購買のおばちゃんB）
- 全修。（町民たち、伐隊たち）
- 勘違いの工房主〜英雄パーティの元雑用係が、実は戦闘以外がSSSランクだったというよくある話〜（村長B）
- 神統記（テオゴニア）（ラグ村老婆）
- ある魔女が死ぬまで（おばさん）
- 追放者食堂へようこそ!（女店主）
- 地縛少年花子くん2（老婆）
- Turkey!（村人）

### 劇場アニメ
2013年
- ガラスの仮面ですが THE MOVIE 女スパイの恋! 紫のバラは危険な香り!?（北島マヤ、月影千草）

2015年
- 劇場版 蒼き鋼のアルペジオ -アルス・ノヴァ- DC（役名表記なし）
- バケモノの子

2017年
- 結城友奈は勇者である -鷲尾須美の章- 第1章「ともだち」
  - 結城友奈は勇者部所属 第1話（バドミントン部員2）

- 結城友奈は勇者である -鷲尾須美の章- 第2章「たましい」
  - 結城友奈は勇者部所属 第2話（お婆さん）

- 結城友奈は勇者である -鷲尾須美の章- 第3章「やくそく」

2018年
- 劇場版 SERVAMP-サーヴァンプ- -Alice in the Garden-（やまね）

2022年
- 怪盗クイーンはサーカスがお好き
- 夏へのトンネル、さよならの出口
- すずめの戸締まり

2023年
- SAND LAND（グレムリン）

2024年
- 数分間のエールを（職員室の先生）
- 劇場版すとぷり はじまりの物語〜Strawberry School Festival!!!〜（商店街のおばさん）

### OVA
- 祝福のカンパネラOVA（2011年、おばあさん）
- マギ シンドバッドの冒険（2014年、おばさん）※単行本3・4巻OVA付き特別版
- ヤマノススメ おもいでプレゼント（2017年、母）

### Webアニメ
- SAND LAND: THE SERIES（2024年、グレムリン）

### ゲーム
- drastic Killer（2008年）
- (PW)Project Witch（2009年、おばあちゃん[24]）
- デューク ニューケム フォーエバー（2012年、キティ[25]）
- 魔女と百騎兵（2013年、ヴァレンティーヌ[26]）
- Diablo3（2014年、マグダ）
- ソードアート・オンライン-ロスト・ソング-（2015年）
- エフェメラル -FANTASY ON DARK-（2018年、ユリア[27]）
- P.E.T.S.アカデミア（2018年、江[28]）
- 鬼滅の刃 ヒノカミ血風譚（2021年）
- OCTOPATH TRAVELER II（2023年）
- ストリートファイター6（2023年、市民）
- ユニコーンオーバーロード（2024年、傭兵（タイプF）/ NPC）
- SAND LAND（2024年、グレムリン[29]）
- アサシン クリード シャドウズ（2025年）[30]

### ラジオドラマ
- VOMIC 悪魔で候（渡辺菜都香）

### ドラマCD
- アリアンロッド2Eファンブック ラヴィアンローズ ドラマCD「白霧に散る薔薇」（占いばばあ）
- アンティミテ[31]
- オールドファッションカップケーキ with カプチーノ（器屋[32]）
- コーセルテルの竜術士（フルアデラ）
- 親愛なるジーンへ 1・2[33]
- 男子高校生、はじめての 4th after Disc 〜Just you!〜（什三の母[34]）
- Punch↑（彩菜）
- ヘタレ魔王とツンデレ勇者（ばあや、大蛇[35]） ※配信限定
- 偏愛ドラマティック・モンスター[36]
- 本好きの下剋上〜司書になるためには手段を選んでいられません〜（リヒャルダ[37]）
  - 本好きの下剋上〜司書になるためには手段を選んでいられません〜 2
- ラムスプリンガの情景[38]

### デジタルコミック
- 嘘つきは地獄の始まり（2022年、地獄嬢[39]）
- MAKE HERO（2023年）[40]
- 嘘婚ロマン 契約結婚のはずなのに、クールな旦那様に溺愛されています（2023年、すず[41]）

### 吹き替え

#### 映画
- エアポート'99（ニコル・ストーン）
- エアポート2000（テリー）
- 餌食（ユエ・ポーワン）
- クリスマスに雪が降れば（ソンヒ幼少時、従業員、男の子1）
- サンダードラゴン（インの彼女、婦人警官、若い女客）
- セカンドインパクト（キャロライン）
- トゥー・ハンズ 銃弾のY字路（ヘレン）
- ビハインド・プリズン・ウォール（サンドラ、アビー、ティナ）
- ホロコースト2000（ガブリエラ）
- マイヒーロー（ヒョン、女の子、ウェイトレス）
- Marabunta（チャッド・クロイ）
- RESISTANCE（ロレッタ、パイパー）

#### ドラマ
- センス8（スジン）

#### アニメ
- 白蛇: 縁起（宣のおばさん[42]）

### ナレーション
- NHKビデオ 小学5年・社会（全10巻）
- JALパイロット教育用VP
- JR西日本 700系E編成新幹線CAI
- 東京都交通局 補助回路CAI

### 舞台
- 第216回ふたり芝居オムニバス公演「チンパンジーには見えない」（2017年3月18・19日、新中野ワニズホール）[43]

### シリーズ一覧
1. ↑  第1期（2011年）、第2期『DOG DAYS'』（2012年）
2. ↑  第1期（2011年 - 2012年）、第2期『Persona4 the Golden ANIMATION』（2014年）
3. ↑  第1期（2012年）、第2期『G』（2013年）、第3期『GX』（2015年）第5期『XV』（2019年）
4. ↑  第2期『II』（2014年）、第3期前半『アリシゼーション』（2018年）
5. ↑  第1シリーズ（2017年）、第2シリーズ（2017年 - 2018年）
6. ↑  壱の章（2020年）、弐の章（2021年 - 2022年）
7. ↑  第1クール「安芸旅立ち編」（2022年）、第2クール「淡路島激闘編」（2022年）